# Marco Haber
Marco Haber (* 21. September 1971 in Grünstadt) ist ein ehemaliger deutscher Fußballspieler.

## Karriere
Marco Haber spielte in seiner Jugendzeit beim TV Kindenheim und VfR Frankenthal, bevor er vom 1. FC Kaiserslautern verpflichtet wurde. Dort debütierte er mit 18 Jahren in der Bundesligamannschaft und war mit 19 Jahren schon Stammspieler, als der FCK 1991 Deutscher Meister wurde. Zu dieser Zeit galt er als eines der größten deutschen Talente, konnte allerdings den hohen Erwartungen in den Folgejahren seiner Karriere nicht mehr gerecht werden.
1995 verließ er die Roten Teufel, für die er 139 Bundesligaspiele bestritt, und wechselte zum Ligakonkurrenten VfB Stuttgart, wo er den DFB-Pokal 1997 gewann.
1995 bestritt er auch seine beiden einzigen Länderspiele gegen Belgien (2:1) und Südafrika (0:0).
Nach drei Jahren beim VfB wechselte er auf die Kanaren zu UD Las Palmas, bevor er sich ein Jahr später Bundesligaaufsteiger SpVgg Unterhaching anschloss und noch einmal zwei Jahre Stammspieler war. Nach dem Abstieg 2001 versuchte er sein Glück bei Hansa Rostock, konnte sich dort aber nicht durchsetzen.
Danach spielte Marco Haber in der ersten Liga Zyperns, zunächst bei Omonia Nikosia, von 2004 bis 2006 bei Anorthosis Famagusta und von 2006 bis 2007 bei Nea Salamis Famagusta. Mit Nikosia wurde er 2003 Meister und gewann den zypriotischen Supercup, mit Anorthosis gewann er 2005 die Meisterschaft.
Zur Saison 2007/08 wechselte er nach Deutschland zurück und heuerte beim FSV Oggersheim an, der zuvor in die damals drittklassige Regionalliga Süd aufgestiegen war. Dort beendete er auch seine Karriere als Spieler.

## Bilanz als Spieler
- 1. Bundesliga: 275 Spiele / 15 Tore
- 2. Bundesliga: 12 / 0

## Nach der Spielerkarriere
Marco Haber war Sportlicher Leiter beim FSV Oggersheim, ehe er im Juni 2009 Teammanager der Profimannschaft des 1. FC Kaiserslautern wurde. Später war er im Nachwuchsleistungszentrum des FCK als Koordinator tätig. Im Sommer 2017 verließ er nach Vertragsablauf den Verein. Seit August 2020 ist er in ähnlicher Funktion wie zuvor beim FCK im Nachwuchsleistungszentrum des TSV 1860 München tätig.
Seit 2010 engagiert sich Marco Haber bei Show Racism the Red Card – Deutschland e. V. Im April beteiligte er sich bei einem Workshop der Bildungsinitiative und berichtete den Schülern und Schülerinnen über seine eigenen Erfahrungen mit Rassismus und Diskriminierung während seiner Zeit als Profi eines zypriotischen Vereins.